# ۲۱ ۲۱ دید طراحی

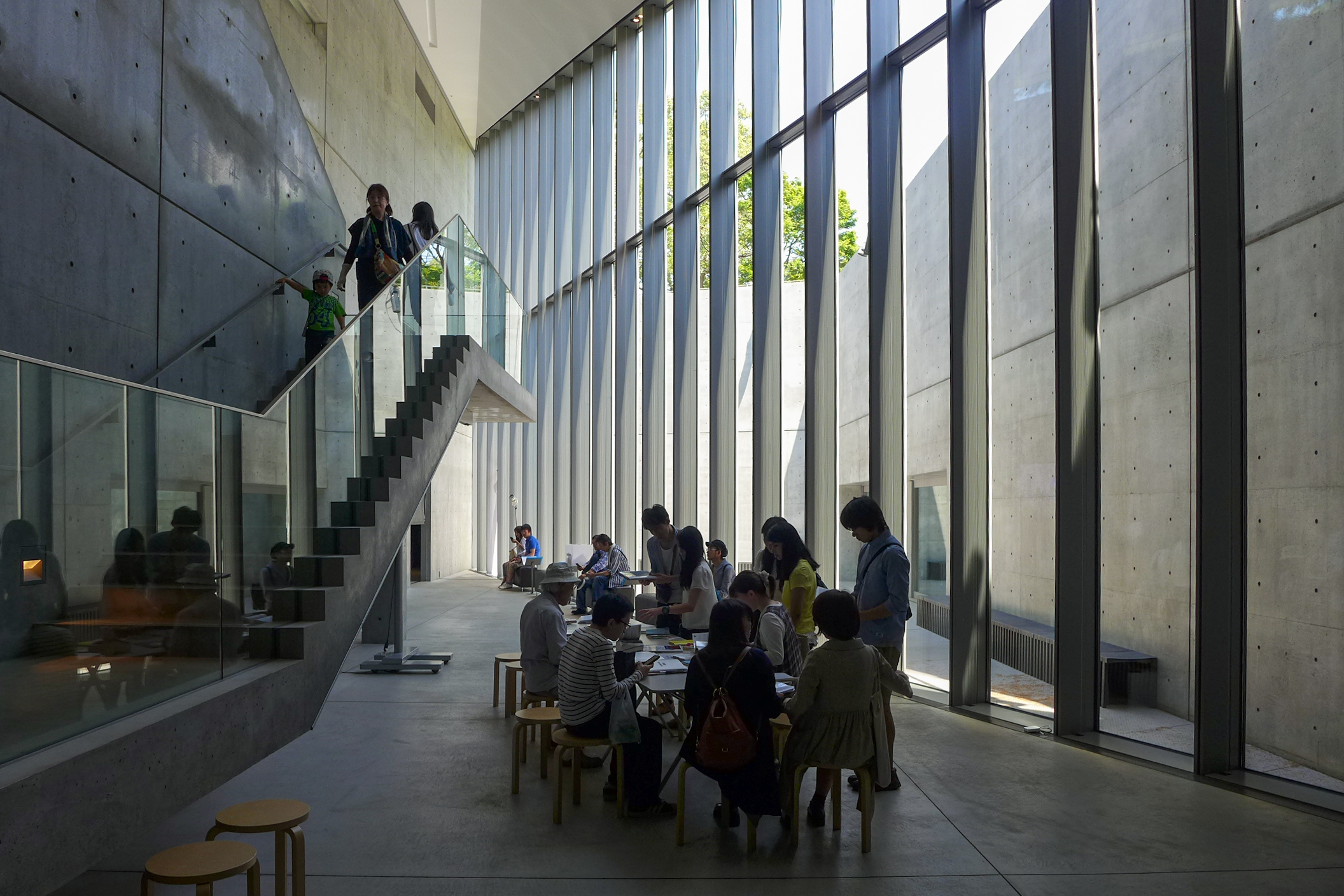
فضای داخلی

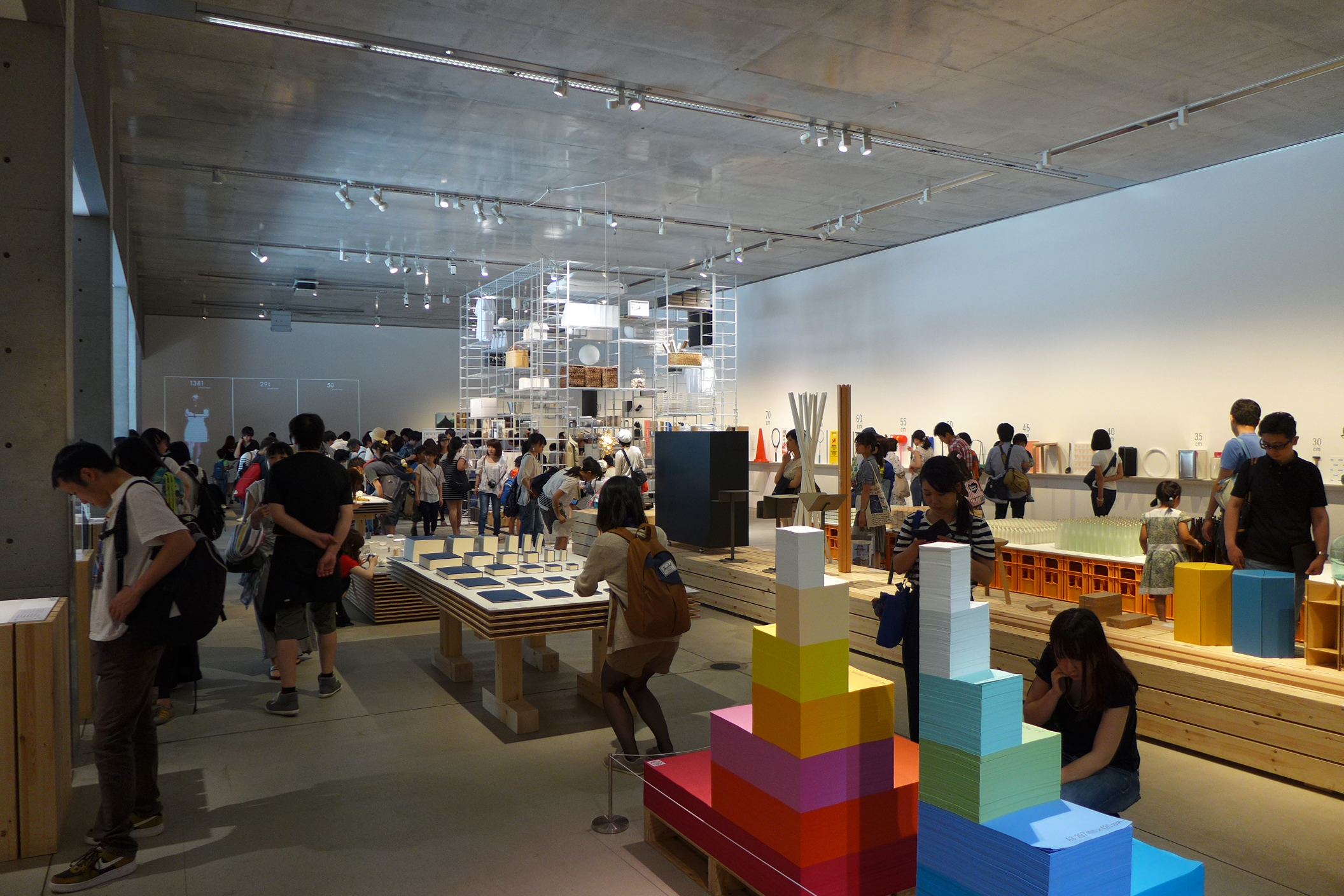
گالری در زیرزمین

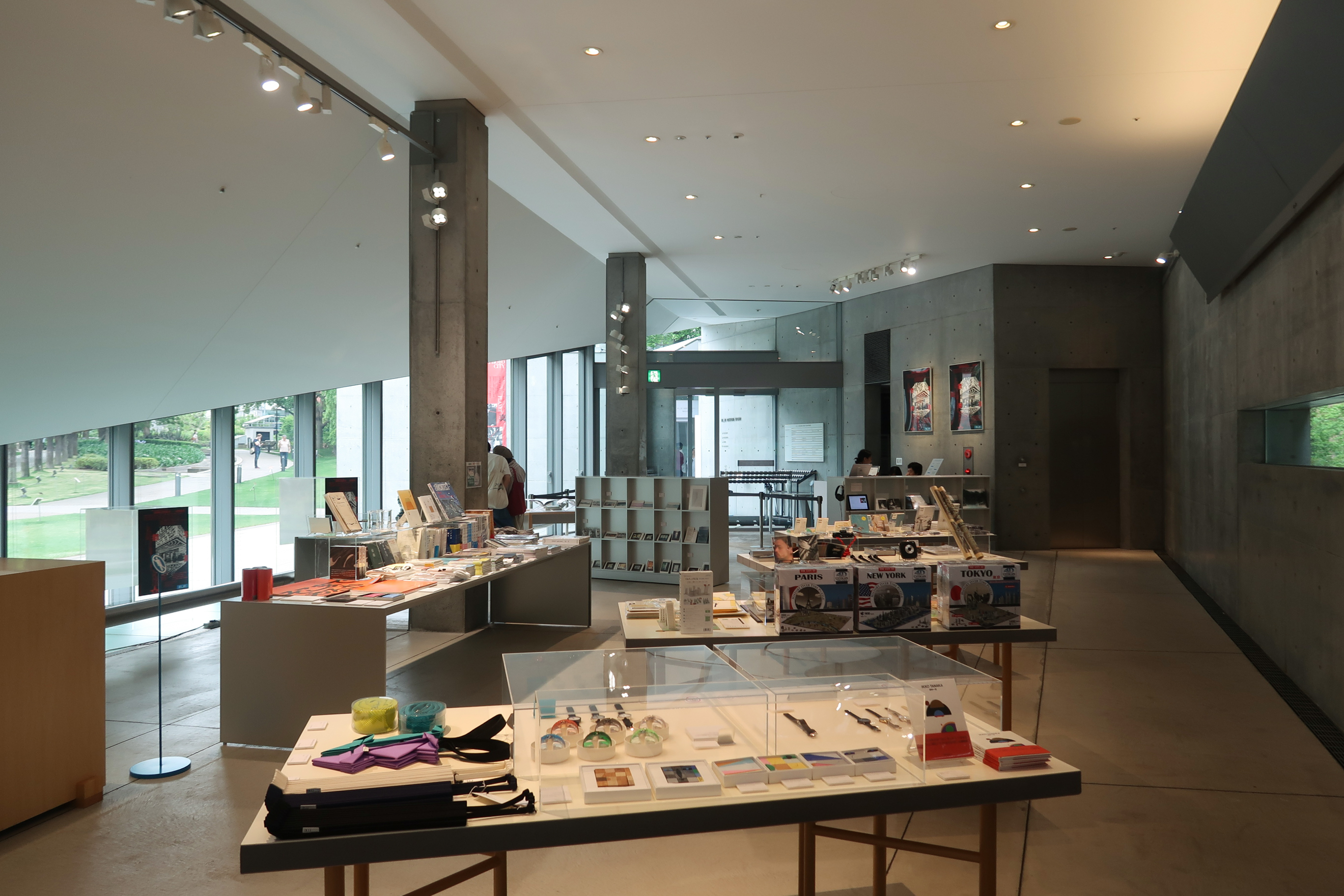
فروشگاه هدیه در طبقهٔ همکف

۲۱ ۲۱ دید طراحی (به انگلیسی: 21 21 Design Sight) موزه‌ای در روپونگی در میناتو، توکیو، ژاپن است که در سال ۲۰۰۷ میلادی افتتاح شد. این موزه، یک موزهٔ طراحی است، که توسط معمار تادائو آندو و طراح مُد ایسی میاکه ایجاد شده‌است. آندو می‌گوید: «ایده این بود که نه تنها موزه‌ای ایجاد کنیم که نمایشگاه‌ها را به نمایش بگذارد»، «بلکه مکانی برای تحقیق دربارهٔ پتانسیل طراحی به عنوان عنصری که زندگی روزمرهٔ ما را غنی می‌کند، مکانی که با برانگیختن در طراحی، علاقه عموم را به طراحی افزایش می‌دهد. آن‌ها مناظر و چشم‌اندازهای متفاوتی در مورد اینکه چگونه می‌توانیم جهان و اشیاء اطراف خود را مشاهده کنیم، هستند.» این ساختمان که توسط آندو طراحی شده‌ است، در لبهٔ منطقهٔ پارک قرار دارد و دارای ۱٬۷۰۰ متر مربع (۱۸٬۳۰۰ فوت مربع) فضای زیرزمین است که شامل دو گالری و یک کافهٔ ضمیمه شده توسط سرآشپز و رستوران‌دار تاکاماسا اوتاکه اداره می‌شود. سازهٔ بتنی دو-سطح شامل یک سقف فولادی شن و ماسه-دستی (که طراحی آن از مفهوم ای-پی‌اُ‌سی («یک تکه پارچه») ایسی میاکه الهام گرفته شده‌ است) و پانل‌های شیشه‌ای به طول ۱۴ متر (۴۶ فوت) است.
هدایت‌کنندگان فعلی طراحان ژاپنی ایسی میاکه، تاکو ساتو و نائوتو فوکاساوا هستند.